# اشناخور
آشناخور (خمین)، روستایی از توابع بخش مرکزی شهرستان خمین در استان مرکزی ایران است.

## جغرافیا
این روستا در مسیر شهرستان های پر تردد، گلپایگان (استان اصفهان) ، خمین(استان مرکزی) و الیگودرز (استان لرستان) قرار گرفته است. از این رو اکثر ساکنان به این شهرستان ها کوچ کرده اند. روستای آشناخور در نزدیکی رشته کوه های زاگرس قرار دارد، از این رو دارای آب و هوایی فوق العاده می باشد. یک رود از میان روستا عبور می کند و این روستا دارای تپه های بسیار زیبا و طبیعت جنگلی زاگرس نیز می باشد. مردم ایین روستا با کشاورزی در زمین های خود در اطراف روستای آشناخور زندگی خود را می گذرانند.

## جمعیت
این روستا در دهستان آشناخور قرار دارد و براساس سرشماری عمومی نفوس و مسکن (۱۳۹۵) جمعیت آن ۵۸۳ نفر بوده‌است.

## مردم
مردم آشناخور از نوادگان پارس ها هستند   
درچندسال اخیر هم  گروه هایی از قوم لر به این روستا مهاجرت کرده و در آن سکنا گزیدند  

## منابع

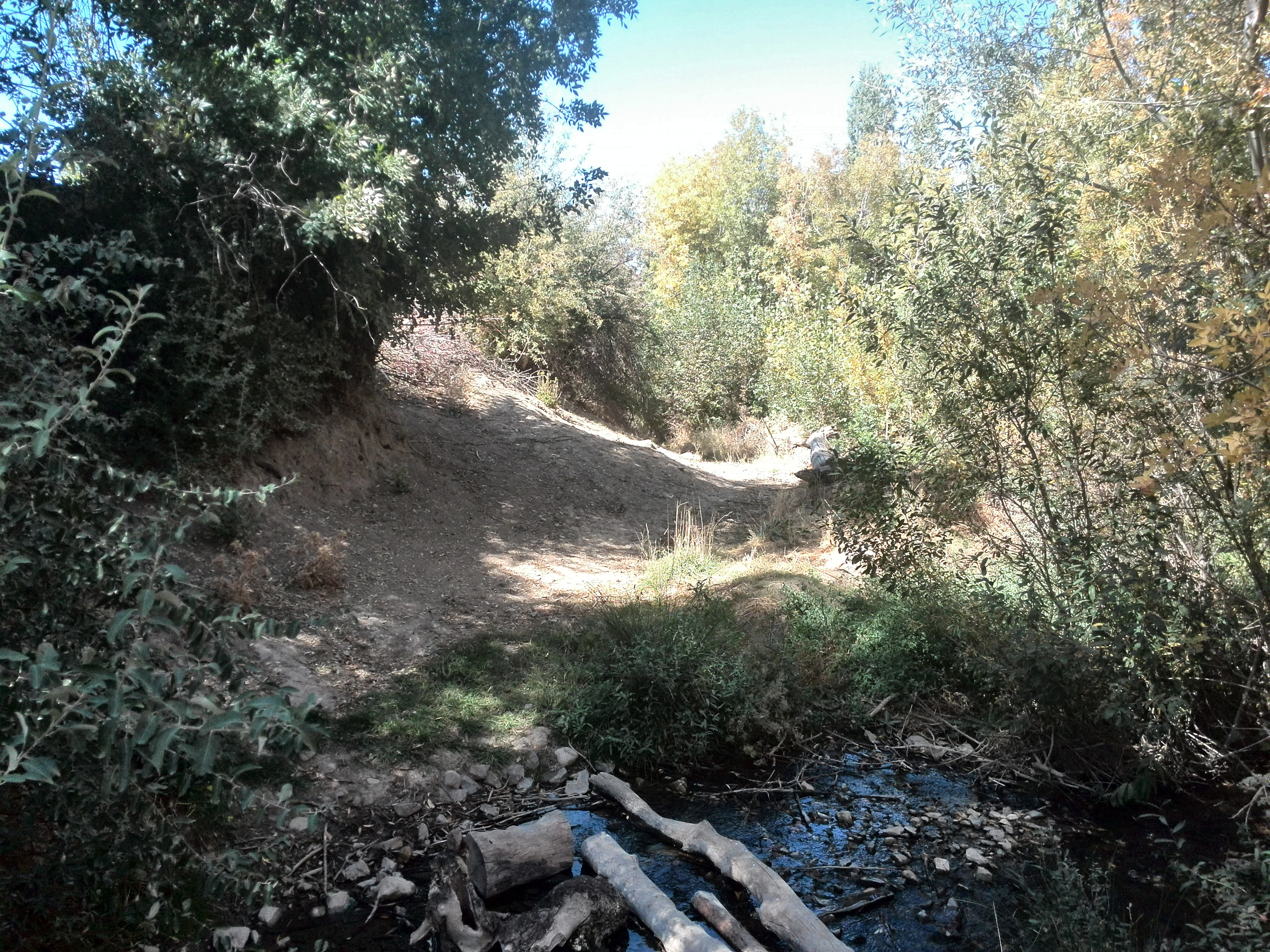

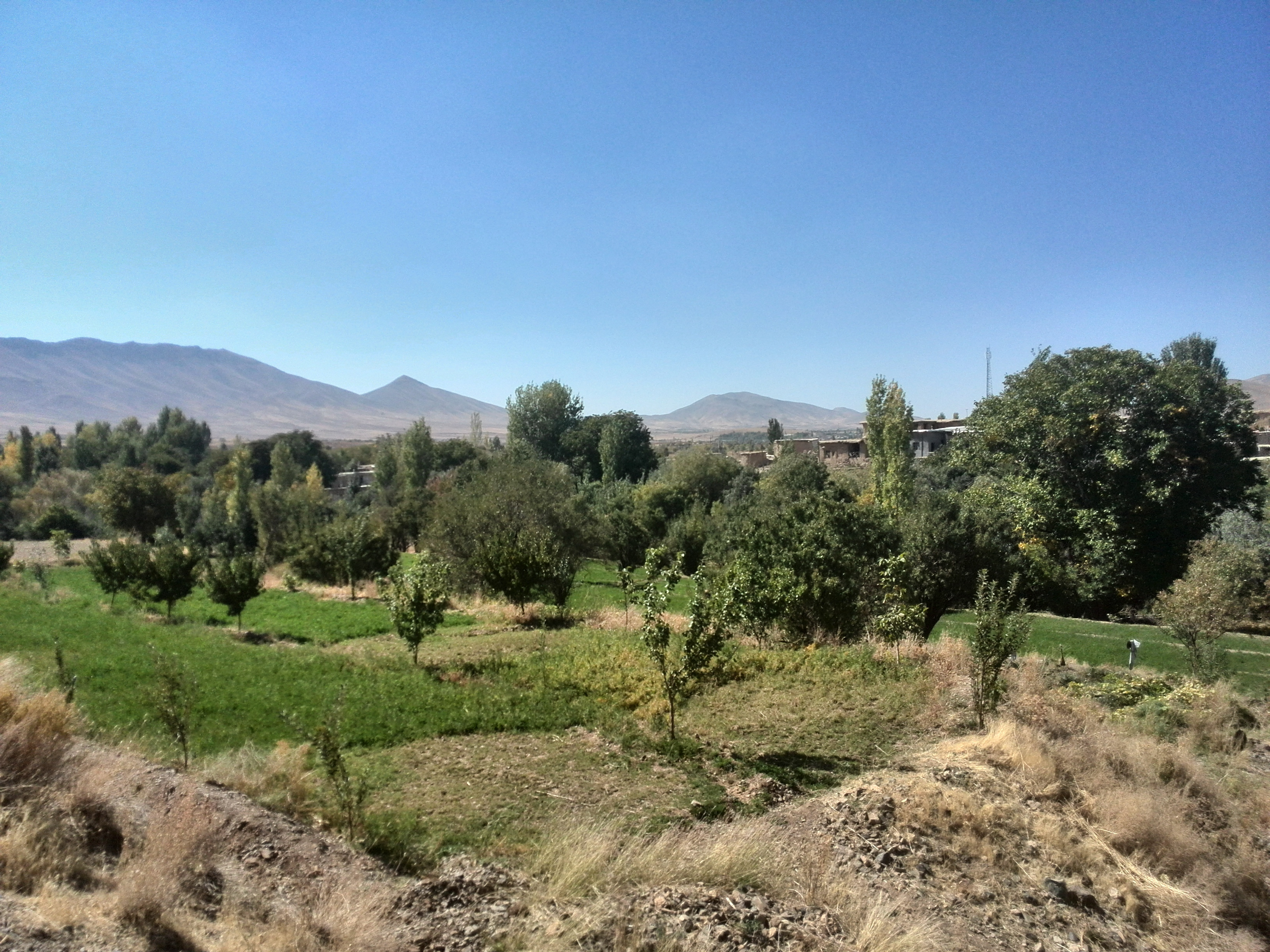

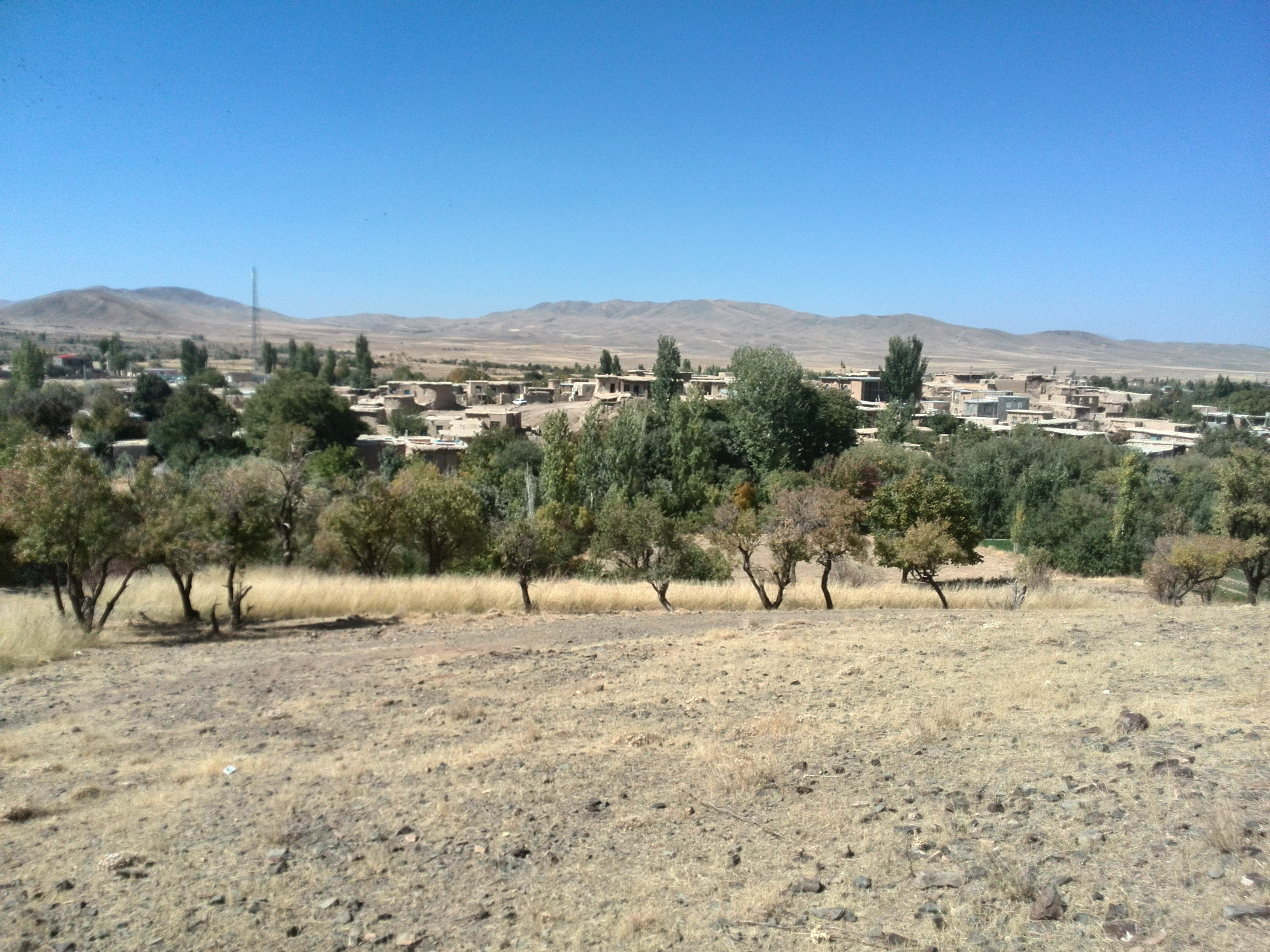

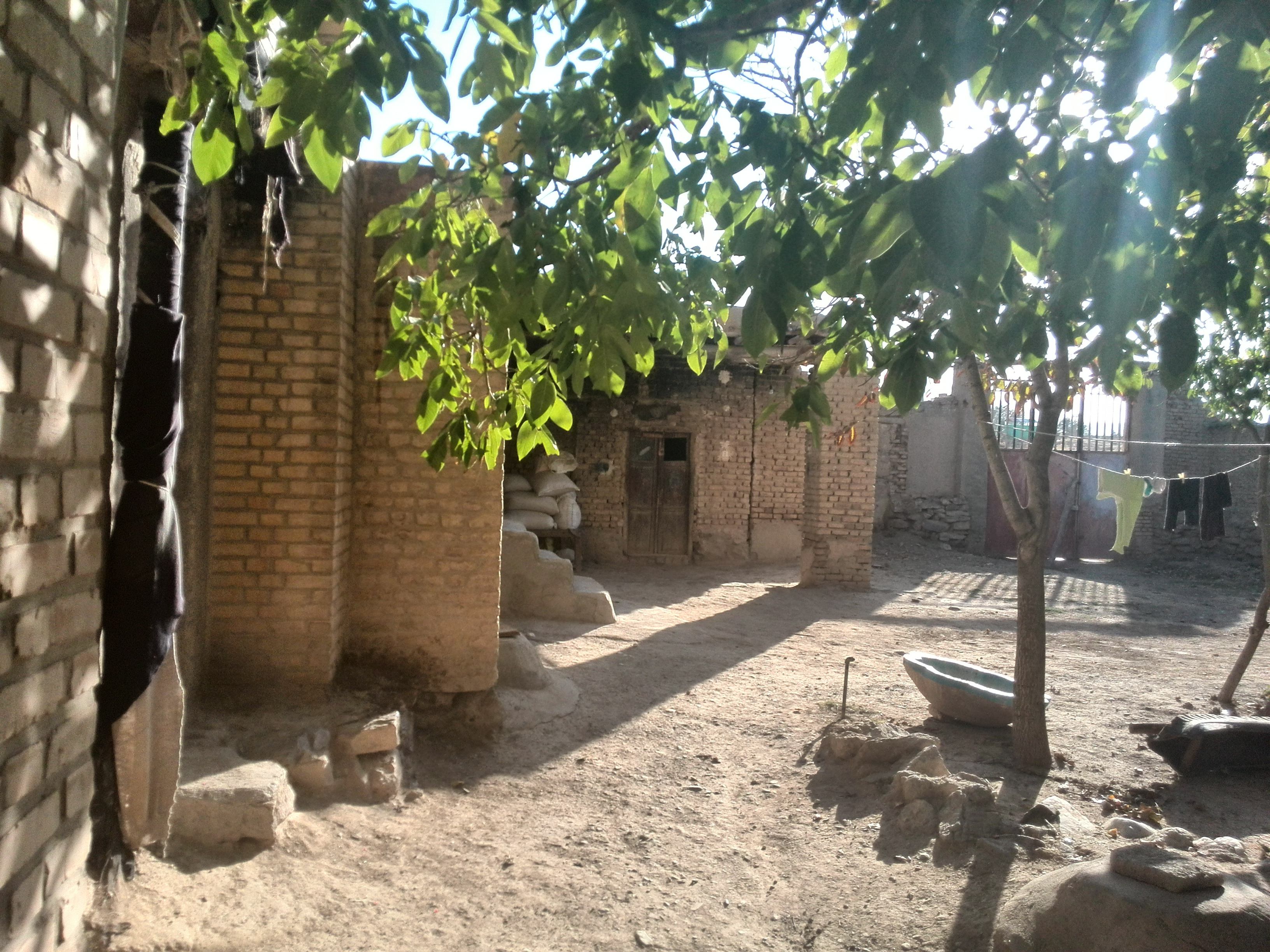

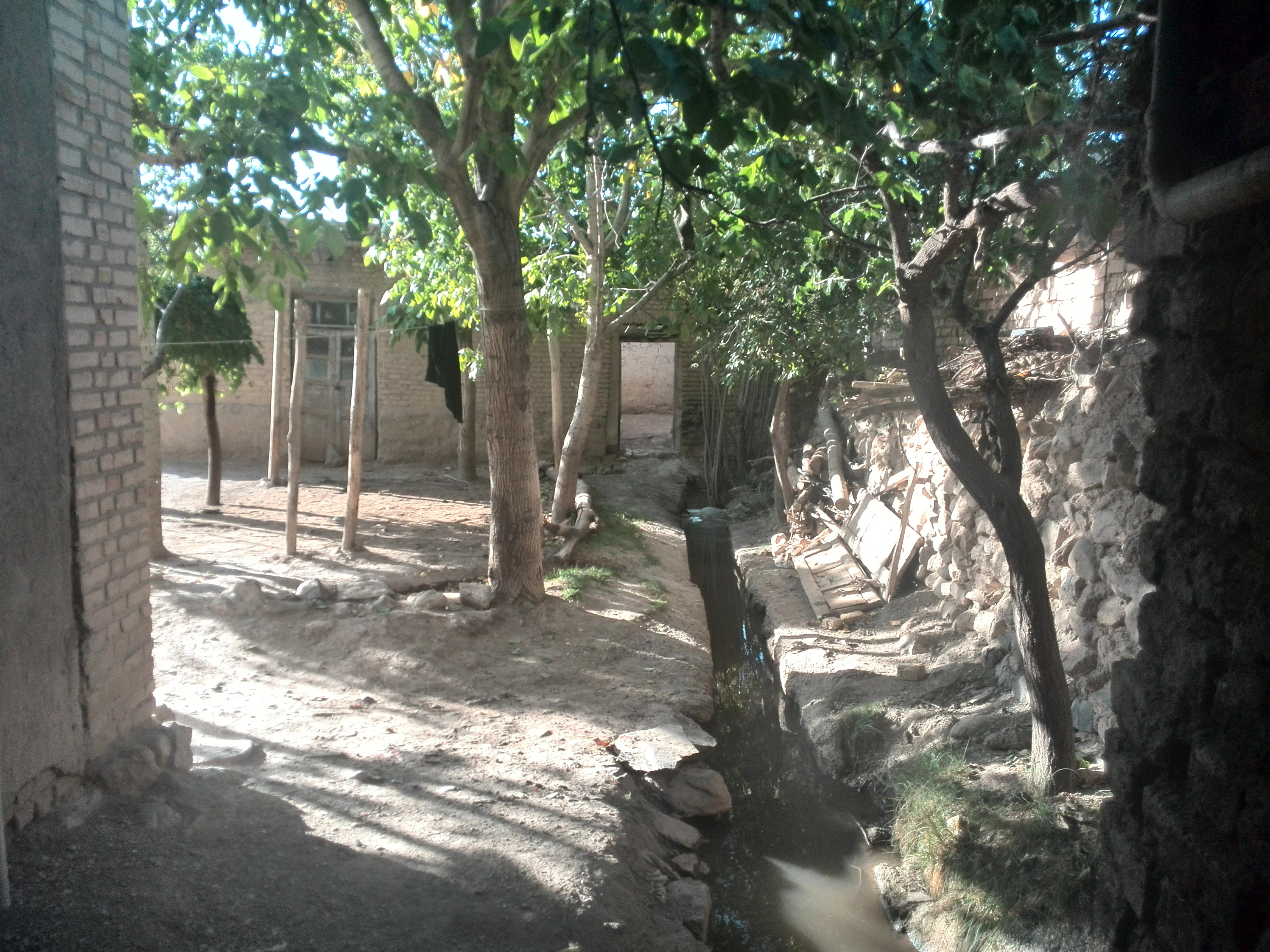